# Lignerolles, Eure
 Lignerolles là một xã thuộc tỉnh Eure trong vùng Normandie miền bắc nước Pháp.